# Luca D'Angelo
Luca D'Angelo (Pescara, 26 luglio 1971) è un allenatore di calcio ed ex calciatore italiano, di ruolo difensore, tecnico dello Spezia.
Nella sua carriera da calciatore ha giocato in Serie B con le maglie di Castel di Sangro, Fermana, Alzano Virescit e Rimini. Nel 1999 e nel 2005 ha vinto il campionato di Serie C1 rispettivamente con Fermana e Rimini.

## Carriera

### Giocatore

#### Chieti
La sua carriera inizia al Chieti: con i neroverdi trascorre un anno nella formazione Berretti, poi, nella stagione 1989-1990, esordisce tra i professionisti facendo le prime presenze in Serie C2 con la prima squadra. La promozione ottenuta al termine della Serie C2 1990-1991 consente ai teatini di salire in Serie C1, categoria in cui D'Angelo disputa quattro stagioni con il club, nel quale rimane per un totale di sette anni.

#### Sora
Nel 1995-1996 veste la maglia del Sora, altra formazione militante in Serie C1, con cui disputa 28 gare e realizza 2 gol, mentre la squadra chiude al sesto posto sfiorando i play-off.

#### Castel di Sangro
Nell'estate 1996 diventa un giocatore del Castel di Sangro neopromosso in Serie B, una realtà che aveva appena scritto una pagina storica, essendo il più piccolo centro d'Italia — con circa 5 500 abitanti — ad aver raggiunto il campionato cadetto. Con i giallorossi centra una storica salvezza e resta in squadra per due stagioni, che rappresentano le uniche disputate in categoria nella storia della società.

#### Fermana, Alzano e Giulianova
Prima della stagione 1998-1999 si trasferisce alla Fermana in Serie C1, squadra allenata da Ivo Iaconi che, grazie a una notevole rimonta nel girone di ritorno, ottiene a fine torneo la prima promozione in Serie B della sua storia. Inizia anche la Serie B 1999-2000 giocando titolare, poi a torneo in corso viene girato in prestito dalla Fermana all'Alzano Virescit, altra società del campionato cadetto di quell'anno, dove però mette a referto solo quattro presenze. Rientrato alla Fermana, nel frattempo retrocessa in Serie C1, vi rimane per un brevissimo periodo, poiché nel settembre 2000 si trasferisce al Giulianova, nella medesima categoria.

#### Rimini
Il 24 luglio 2001 inizia ufficialmente la sua parentesi al Rimini, scendendo in Serie C2 a seguito della firma di un contratto biennale. La sua permanenza in Romagna si rivela lunga e ricca di soddisfazioni. Al termine della stagione 2002-2003 conquista la promozione in Serie C1. Con la cessione del bomber Davide Di Nicola, avvenuta nel gennaio 2004, D'Angelo eredita a tutti gli effetti la fascia di capitano. Quell'anno il Rimini, neopromosso, si qualifica per i play-off. Nell'annata seguente, la formazione biancorossa si classifica al primo posto nel proprio girone davanti ad Avellino e Napoli, conquistando il secondo salto di categoria nel giro di tre anni. A coronamento della stagione, il 26 maggio 2005 solleva da capitano la Supercoppa di Lega di Serie C dopo aver battuto la Cremonese, vincitrice dell'altro girone. Continua a essere un punto di riferimento della difesa anche in Serie B: oltre al contributo nel reparto arretrato e al ruolo di leadership, alla 37ª giornata realizza il rigore decisivo nella vittoria per 1-0 contro il Crotone, successo prezioso ai fini del raggiungimento della salvezza, poi conquistata aritmeticamente un mese dopo, all'ultima giornata. Al termine di quel torneo, D'Angelo lascia i biancorossi dopo cinque campionati.

#### San Marino
Chiude la carriera da giocatore giocando 26 partite più due di play-out con il San Marino Calcio, società militante nella terza serie italiana che però a fine anno non riesce a evitare la retrocessione dalla Serie C1 alla C2.

### Allenatore

#### Rimini
Nel luglio 2007 D'Angelo rescinde anticipatamente il contratto da calciatore con il San Marino, ritirandosi di fatto dall'attività agonistica, per tornare al Rimini questa volta con un ruolo dirigenziale come responsabile del settore tecnico della prima squadra. Nel 2009-2010 è allenatore degli Allievi Nazionali dello stesso club.
Nell'estate del 2010 il Rimini viene messo in liquidazione e dalle sue ceneri nasce l'A.C. Rimini 1912, che riparte dalla Serie D. D'Angelo viene nominato allenatore del club: dopo il terzo posto nel girone F, la squadra vince prima i play-off del proprio girone, per poi aggiudicarsi un ulteriore gruppo eliminatorio a tre e trionfare infine in semifinale e in finale secca contro la Turris ai calci di rigore. Si tratta della sua prima promozione da allenatore a Rimini, dopo le due già conquistate in biancorosso nelle vesti di giocatore. Un anno più tardi la sua squadra, neopromossa, chiude la Lega Pro Seconda Divisione 2011-2012 al sesto posto.
La stagione 2012-2013 si rivela piuttosto travagliata per il club riminese. Nel mese di ottobre, la dirigenza modifica l'obiettivo stagionale passando dalla promozione alla salvezza, e contestualmente la proprietà chiede a D'Angelo di impiegare un numero maggiore di calciatori "under" al fine di accedere ai contributi economici previsti dalla Lega Pro per le società che valorizzano i giovani. Il 14 aprile 2013, dopo la sconfitta interna contro l'Alessandria, colpisce con una manata il giocatore alessandrino Fanucchi, autore del gol-partita, e per questo decide di rassegnare le dimissioni, poi respinte per volontà dei giocatori e della società. Per questo episodio riceve quattro giornate di squalifica. Nel frattempo si dimettono alcuni dirigenti, e i tifosi contestano la dirigenza lamentando scarsa trasparenza e un diffuso senso di instabilità nella gestione societaria. Nonostante ciò, la stagione si conclude con la salvezza ottenuta ai play-out, al termine della quale le strade del tecnico e della società si separano.

#### Alessandria, Fidelis Andria, Bassano Virtus e Casertana
Nella stagione 2013-2014 subentra, a campionato in corso, ad Egidio Notaristefano sulla panchina dell'Alessandria, in Lega Pro Seconda Divisione. Conclude positivamente la stagione, ottenendo la promozione in Lega Pro unica, e viene confermato per la stagione 2014-2015. Al termine del campionato, in cui la squadra si laurea campione d'inverno ma non riesce a qualificarsi per i play-off, non viene confermato alla guida tecnica della formazione piemontese, anche a causa della scadenza del contratto.
Il 3 luglio 2015, viene ufficializzato il suo ingaggio da parte della Fidelis Andria, club neo promosso in Lega Pro. Il 7 maggio 2016, dopo aver terminato il campionato al settimo posto, a scadenza di contratto il tecnico decide di non rinnovare il rapporto con la squadra pugliese, lasciando così i federiciani dopo una sola stagione.
Il 15 giugno 2016 diventa il nuovo allenatore del Bassano Virtus, con cui firma un contratto annuale. Viene esonerato il 28 febbraio 2017, dopo aver raccolto tre sconfitte consecutive con 11 reti incassate e nessuna segnata.
Il 1º ottobre 2017 sostituisce Cristiano Scazzola alla guida della Casertana. Al termine della stagione lascia la squadra campana.
Dopo aver condotto i falchetti ad una straordinaria cavalcata nel girone di ritorno ottenendo il settimo posto in classifica – primo posto se si considera solo il ritorno – decide di non proseguire il rapporto con la Casertana.

#### Pisa
Il 24 giugno 2018 viene ufficializzato nuovo tecnico del Pisa. Il 3 ottobre ottiene l'abilitazione da allenatore di prima categoria. Raggiunta la doppia finale dei play-off di Serie C nel giugno 2019, il Pisa pareggia per 2-2 in casa e poi si impone per 3-1 allo stadio Nereo Rocco contro la Triestina, ottenendo così la promozione in Serie B. Nella stagione 2019-2020 il Pisa ottiene il nono posto finale in Serie B, giungendo a un passo dalla zona play-off della serie cadetta a discapito del Frosinone, contro cui i toscani hanno pareggiato in trasferta all'ultima giornata. La stagione seguente, dopo aver lottato a lungo per i playoff, incappa in una serie di risultati negativi che fanno scivolare la squadra in basso, ma a fine stagione conquista la salvezza arrivando quattordicesimo.
Nella stagione 2021-2022, il tecnico viene ulteriormente confermato alla guida del Pisa. Con la squadra toscana si laurea campione d'inverno al termine del girone d'andata, ma chiude la stagione regolare al terzo posto, guadagnando l'accesso alla semifinale dei play-off. Dopo avere eliminato il Benevento, perde la finale contro il Monza. Il 14 giugno 2022 si separa dalla squadra nerazzurra. Rimasto sotto contratto con i toscani, il 19 settembre successivo viene richiamato alla guida del club, al posto dell'esonerato Rolando Maran, il quale lascia la squadra all’ultimo posto in classifica con 2 punti raccolti in 6 partite. Il 14 gennaio 2023 arriva la prima sconfitta, contro il Cittadella, dopo 14 risultati utili consecutivi dal suo arrivo. Termina il campionato all'11º posto con 47 punti a 2 punti dai play-off avendo collezionato 45 punti in 32 partite, e il 2 giugno viene esonerato.

#### Spezia
Il 15 novembre 2023 viene nominato nuovo tecnico dello Spezia, terzultimo in Serie B con 10 punti dopo 13 turni, con cui sottoscrive un contratto fino al termine della stagione con opzione di prolungamento per la successiva in caso di salvezza. Dopo due sconfitte iniziali, le prime due vittorie arrivano contro Ascoli e Bari. Conduce la squadra alla salvezza diretta, classificandosi al quindicesimo posto con 44 punti a una sola lunghezza dai play-out. A fine stagione rinnova il contratto con gli aquilotti fini al 2027 con opzione per un’ulteriore stagione in caso di promozione in Serie A.
Alla sua seconda stagione guida la squadra ligure al terzo posto nella stagione regolare. Nei play-off supera il Catanzaro in semifinale e accede alla finale, persa però contro la Cremonese dopo lo 0-0 della gara d'andata in Lombardia e il 2-3 in quella di ritorno disputata in casa.

## Statistiche

### Statistiche da allenatore
Statistiche aggiornate al 1° giugno 2025.
| Stagione           | Squadra            | Campionato         | Campionato | Campionato | Campionato | Campionato | Coppe nazionali | Coppe nazionali | Coppe nazionali | Coppe nazionali | Coppe nazionali | Coppe continentali | Coppe continentali | Coppe continentali | Coppe continentali | Coppe continentali | Altre coppe | Altre coppe | Altre coppe | Altre coppe | Altre coppe | Totale | Totale | Totale | Totale | % Vittorie | Piazzamento      |
| Stagione           | Squadra            | Comp               | G          | V          | N          | P          | Comp            | G               | V               | N               | P               | Comp               | G                  | V                  | N                  | P                  | Comp        | G           | V           | N           | P           | G      | V      | N      | P      | %          | Piazzamento      |
| ------------------ | ------------------ | ------------------ | ---------- | ---------- | ---------- | ---------- | --------------- | --------------- | --------------- | --------------- | --------------- | ------------------ | ------------------ | ------------------ | ------------------ | ------------------ | ----------- | ----------- | ----------- | ----------- | ----------- | ------ | ------ | ------ | ------ | ---------- | ---------------- |
| 2010-2011          | Rimini             | D                  | 38+7       | 20+5       | 11+2       | 7          | CI-D            | 1               | 0               | 0               | 1               | -                  | -                  | -                  | -                  | -                  | -           | -           | -           | -           | -           | 46     | 25     | 13     | 8      | 54,35      | 3º               |
| 2011-2012          | Rimini             | 2D                 | 38+2       | 17         | 10+1       | 11+1       | CI-LP           | 4               | 1               | 2               | 1               | -                  | -                  | -                  | -                  | -                  | -           | -           | -           | -           | -           | 44     | 18     | 13     | 13     | 40,91      | 6º               |
| 2012-2013          | Rimini             | 2D                 | 34+2       | 8+2        | 13         | 13         | CI-LP           | 3               | 1               | 1               | 1               | -                  | -                  | -                  | -                  | -                  | -           | -           | -           | -           | -           | 39     | 11     | 14     | 14     | 28,21      | 14º              |
| Totale Rimini      | Totale Rimini      | Totale Rimini      | 121        | 52         | 37         | 32         |                 | 8               | 2               | 3               | 3               |                    | -                  | -                  | -                  | -                  |             | -           | -           | -           | -           | 129    | 54     | 40     | 35     | 41,86      |                  |
| nov. 2013-2014     | Alessandria        | 2D                 | 24         | 13         | 4          | 7          | CI-LP           | -               | -               | -               | -               | -                  | -                  | -                  | -                  | -                  | -           | -           | -           | -           | -           | 24     | 13     | 4      | 7      | 54,17      | Sub., 3º (prom.) |
| 2014-2015          | Alessandria        | LP                 | 38         | 17         | 14         | 7          | CI+CI-LP        | 2+3             | 1+2             | 0+0             | 1+1             | -                  | -                  | -                  | -                  | -                  | -           | -           | -           | -           | -           | 43     | 20     | 14     | 9      | 46,51      | 5º               |
| Totale Alessandria | Totale Alessandria | Totale Alessandria | 62         | 30         | 18         | 14         |                 | 5               | 3               | 0               | 2               |                    | -                  | -                  | -                  | -                  |             | -           | -           | -           | -           | 67     | 33     | 18     | 16     | 49,25      |                  |
| 2015-2016          | Fidelis Andria     | LP                 | 34         | 11         | 12         | 11         | CI-LP           | 2               | 1               | 0               | 1               | -                  | -                  | -                  | -                  | -                  | -           | -           | -           | -           | -           | 36     | 12     | 12     | 12     | 33,33      | 7º               |
| 2016-feb. 2017     | Bassano Virtus     | LP                 | 27         | 10         | 10         | 7          | CI+CI-LP        | 3+1             | 1+0             | 1+0             | 1+1             | -                  | -                  | -                  | -                  | -                  | -           | -           | -           | -           | -           | 31     | 11     | 11     | 9      | 35,48      | Eson.            |
| ott. 2017-2018     | Casertana          | C                  | 31+2       | 12+1       | 10+1       | 9          | CI-C            | 2               | 1               | 0               | 1               | -                  | -                  | -                  | -                  | -                  | -           | -           | -           | -           | -           | 35     | 14     | 11     | 10     | 40,00      | 7º               |
| 2018-2019          | Pisa               | C                  | 37+6       | 19+4       | 12+2       | 6          | CI+CI-C         | 4+3             | 1+2             | 2+0             | 1+1             | -                  | -                  | -                  | -                  | -                  | -           | -           | -           | -           | -           | 50     | 26     | 16     | 8      | 52,00      | 3º (prom.)       |
| 2019-2020          | Pisa               | B                  | 38         | 14         | 12         | 12         | CI              | 2               | 1               | 0               | 1               | -                  | -                  | -                  | -                  | -                  | -           | -           | -           | -           | -           | 40     | 15     | 12     | 13     | 37,50      | 9º               |
| 2020-2021          | Pisa               | B                  | 38         | 11         | 15         | 12         | CI              | 2               | 1               | 0               | 1               | -                  | -                  | -                  | -                  | -                  | -           | -           | -           | -           | -           | 40     | 12     | 15     | 13     | 30,00      | 14º              |
| 2021-2022          | Pisa               | B                  | 38+4       | 18+1       | 13+0       | 7+3        | CI              | 1               | 0               | 0               | 1               | -                  | -                  | -                  | -                  | -                  | -           | -           | -           | -           | -           | 43     | 19     | 13     | 11     | 44,19      | 3º               |
| set. 2022-2023     | Pisa               | B                  | 32         | 11         | 12         | 9          | CI              | -               | -               | -               | -               | -                  | -                  | -                  | -                  | -                  | -           | -           | -           | -           | -           | 32     | 11     | 12     | 9      | 34,38      | Sub., 11º        |
| Totale Pisa        | Totale Pisa        | Totale Pisa        | 193        | 78         | 66         | 49         |                 | 12              | 5               | 2               | 5               |                    | -                  | -                  | -                  | -                  |             | -           | -           | -           | -           | 205    | 83     | 68     | 54     | 40,49      |                  |
| nov. 2023-2024     | Spezia             | B                  | 25         | 8          | 10         | 7          | CI              | -               | -               | -               | -               | -                  | -                  | -                  | -                  | -                  | -           | -           | -           | -           | -           | 25     | 8      | 10     | 7      | 32,00      | Sub., 15º        |
| 2024-2025          | Spezia             | B                  | 38+4       | 17+2       | 15+1       | 6+1        | CI              | 1               | 0               | 1               | 0               | -                  | -                  | -                  | -                  | -                  | -           | -           | -           | -           | -           | 43     | 19     | 17     | 7      | 44,19      | 3º               |
| 2025-2026          | Spezia             | B                  | 0          | 0          | 0          | 0          | CI              | 1               | 0               | 1               | 0               | -                  | -                  | -                  | -                  | -                  | -           | -           | -           | -           | -           | 1      | 0      | 1      | 0      | &0,00      | in corso         |
| Totale Spezia      | Totale Spezia      | Totale Spezia      | 67         | 27         | 26         | 14         |                 | 2               | 0               | 2               | 0               |                    | -                  | -                  | -                  | -                  |             | -           | -           | -           | -           | 69     | 27     | 28     | 14     | 39,13      |                  |
| Totale carriera    | Totale carriera    | Totale carriera    | 537        | 221        | 180        | 136        |                 | 35              | 13              | 8               | 14              |                    | -                  | -                  | -                  | -                  |             | -           | -           | -           | -           | 572    | 234    | 188    | 150    | 40,91      |                  |

## Palmarès

### Giocatore

#### Club

##### Competizioni nazionali
- Campionato italiano Serie C2: 1

Chieti: 1990-1991 (girone C)
- Campionato italiano Serie C1: 2

Fermana: 1998-1999 (girone B)
Rimini: 2004-2005 (girone B)
- Supercoppa di Lega di Serie C: 1

Rimini: 2005

### Allenatore

#### Club

##### Altri piazzamenti
- Serie C:

Pisa: terzo posto Serie C 2018-2019 (promozione in Serie B tramite play-off)